# Manfred Todtenhausen

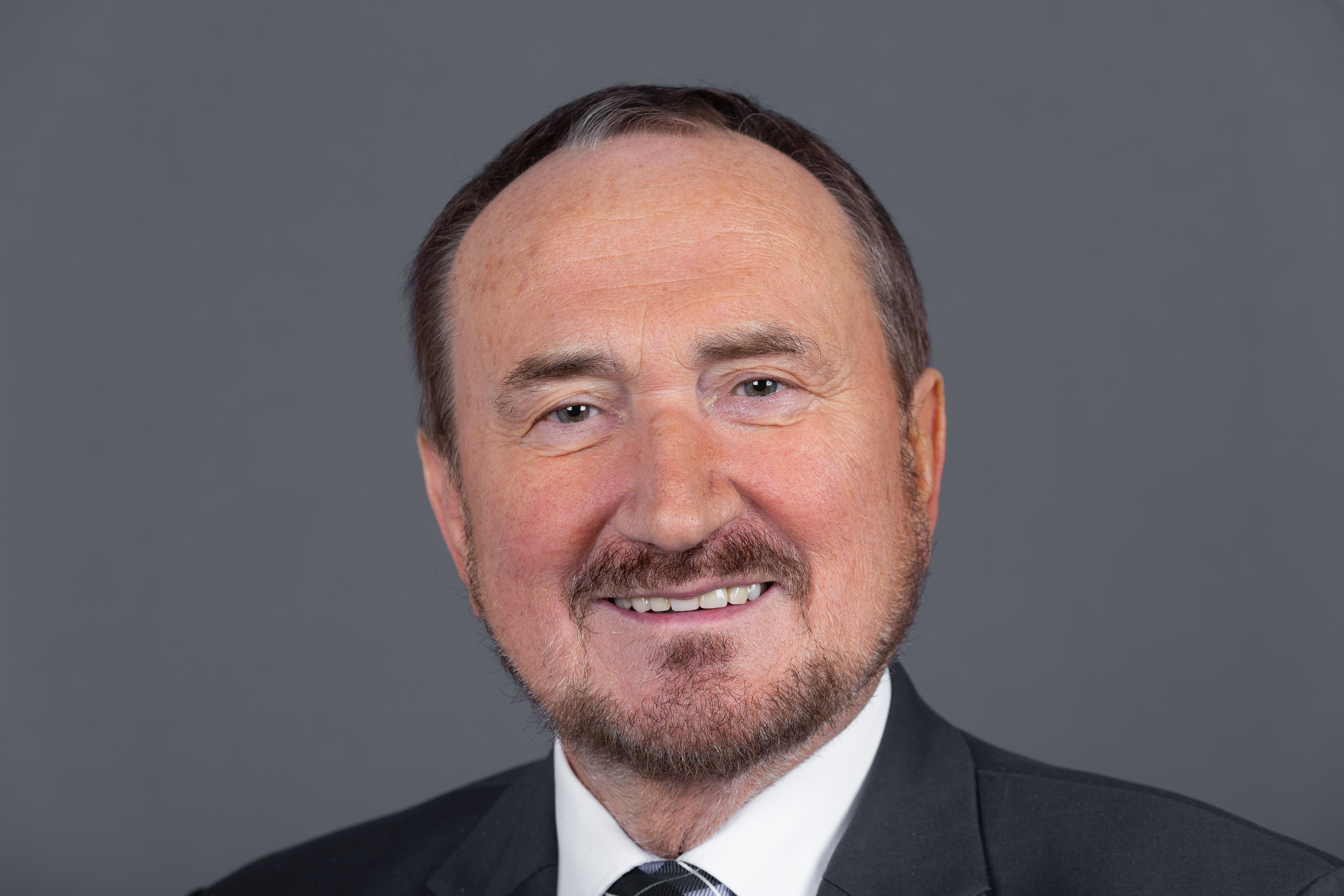
Manfred Todtenhausen (2020)

Manfred Todtenhausen  (* 8. Dezember 1950 in Wuppertal) ist ein deutscher Politiker (FDP) und Elektromeister. Er war 2012/13 und von 2017 bis 2025 Mitglied des Deutschen Bundestages.

## Leben und Beruf
Nach dem Schulbesuch machte Todtenhausen von 1966 bis 1970 eine Ausbildung zum Elektroinstallateur. Seinen Wehrdienst leistete er von 1970 bis 1972 in Wolfenbüttel und Braunschweig. Von 1972 bis 1977 war er Geselle in seinem Ausbildungsbetrieb. Ab 1977 besuchte er die Meisterschule bei der HWK Düsseldorf, die er 1978 als Elektroinstallateurmeister beendete. Anschließend war er bis 1981 Betriebsleiter und Konzessionsträger bei einem Elektrounternehmen in Wuppertal. Von 1981 bis 1988 war Todtenhausen selbstständiger Elektromeister, seit 1988 ist er Elektromeister und Geschäftsführer der Elektro Todtenhausen GmbH. Im Dezember 2020 wurde ihm die Silberne Medaille der Handwerkskammer Düsseldorf in Anerkennung seiner besonderen Verdienste für die Belange des Handwerks verliehen.
Manfred Todtenhausen war von 2004 bis 2010 Mitglied im Aufsichtsrat und von 2010 bis Februar 2021 ehrenamtliches Mitglied im Vorstand des „Wuppertaler Bau- und Sparvereins e.G.“. Er ist Vater eines Sohnes.
Manfred Todtenhausen ist im Tierschutz aktiv. 2004 gründete er die Tiernothilfe „Teckelhilfe-Dackel/Teckel in Not“ die er bis heute als Internetplattform betreibt.

## Politische Laufbahn
Manfred Todtenhausen ist seit 2002 Mitglied der FDP. Von 2003 bis 2010 und von 2013 bis heute ist er FDP-Ortsverbandsvorsitzender des Ortsverbandes Wuppertal-West und von 2006 bis 2010 und seit 2014 stellvertretender Kreisvorsitzender der FDP Wuppertal. Seit 2006 ist Manfred Todtenhausen zudem stellvertretender Bezirksvorsitzender des FDP-Bezirksverbands Düsseldorf.
Todtenhausen ist Gründungsmitglied des Liberalen Mittelstands NRW. Von 2006 bis 2011 war er Landesvorsitzender des Liberalen Mittelstands NRW und stellvertretender Vorsitzender der Bundesvereinigung Liberaler Mittelstand e. V. Seit 2020 ist er Mitglied des neugegründeten Kuratoriums der Bundesvereinigung.
Seit 2013 ist er stellv. Bundesvorsitzender der „Liberale Handwerker e. V.“ und seit März 2018 stellv. Landesvorsitzender der Liberalen Senioren NRW sowie Beisitzer im Bundesvorstand der Liberalen Senioren.
Von Okt. 2004 bis Okt. 2017 war Manfred Todtenhausen Stadtverordneter im Rat der Stadt Wuppertal. Ab Juni 2014 war er stellv. Fraktionsvorsitzender der Freien Demokraten. Von Nov. 2009 bis Okt. 2017 war er Vorsitzender des Ausschusses für Ordnung, Sicherheit und Sauberkeit und Betriebsausschuss ESW. Seit Nov. 2009 ist er Mitglied im Aufsichtsrat der Gemeinnützigen Wohnungsbaugesellschaft mbH (GWG) Wuppertal.

### Abgeordneter im Bundestag
Von Mai 2012 bis Oktober 2013 war Todtenhausen Mitglied des Deutschen Bundestages und dort ordentliches Mitglied im Ausschuss für Wirtschaft und Technologie und im Petitionsausschuss. Er war für den Abgeordneten Paul Friedhoff nachgerückt, der sein Mandat aus privaten Gründen niedergelegt hatte. Durch das Scheitern der FDP an der Fünf-Prozent-Hürde war er im 18. Bundestag nicht mehr vertreten.
Für den 19. Bundestag kandidierte Todtenhausen im Bundestagswahlkreis Wuppertal I (Wahlkreis 102) und wurde über den Listenplatz 16 der NRW-Landesliste der FDP NRW ins Parlament gewählt. Er war Obmann der Freien Demokraten im Petitionsausschuss und Mitglied im Ausschuss für Wirtschaft und Energie. Er gehörte als stellv. Mitglied dem Ausschuss für Bau, Wohnen, Stadtentwicklung und Kommunen sowie der Enquete-Kommission „Berufliche Bildung in der digitalen Arbeitswelt“ und mehreren Projektgruppen an. Er war stellv. Vorsitzender der Parlamentariergruppe Östliches Afrika.
Innerhalb der Fraktion der Freien Demokraten war er Sprecher für Petitionen, Vorsitzender der AG Petitionen sowie Vorsitzender der AG Mittelstand und Handwerk.
Für die Bundestagswahl 2021 kandidierte Manfred Todtenhausen erneut im Bundestagswahlkreis Wuppertal I (Wahlkreis 102) und auf der NRW-Landesliste der Freien Demokraten auf Platz 19. Im Wahlkreis erzielte er 9,5 % der Erststimmen und zog über die Landesliste der FDP NRW in den 20. Bundestag  ein.
Bei der Bundestagswahl 2025 trat er nicht erneut an.